# نيكولاي تشيوكا
نيكولاي تشيوكا (مواليد 7 فبراير 1967) هو سياسي روماني يشغل حالياً منصب رئيس وزراء رومانيا منذ 25 نوفمبر 2021.